# محمد الشرنوبي
مُحمد الشرنوبي (4 يناير 1995) ممثل ومغني مصري.

## السيرة
بدأ العمل في المسلسلات التليفزيونية منذ عام 2008 من خلال مسلسل وكالة عطية، وايضا في مسلسل «في يد أمينة» بطولة الفنانة يسرا حيث كان يجسد شخصية أسامة ابن اختها (چيهان فاضل) في المسلسل، أما ظهوره السينمائي الأول فكان في العام التالي من خلال فيلم (السفاح)، لكنه ركز أكثر في الدراما التليفزيونية منذ ذلك الحين، ومن هذه المسلسلات: (قصة حب، الشوارع الخلفية، زي الورد، الداعية، لا تطفئ الشمس).
قام الممثل بعمل فيلم "H I V" يعد أول بطولة مطلقة له، ويتطرق العمل لمناقشة مرضى الإيدز والحالة النفسية التي تنتاب المريض فور علمه بإصابته بهذا المرض الخطير. وأضاف الشرنوبى في حواره مع جريدة «اليوم السابع» أنه يجسد شخصية «يوسف» خلال أحداث الفيلم وهو شاب يصاب بمرض الإيدز، وتبدأ رحلته مع المرض وكيف يواجه أسرته والمجتمع، وعلاقته بحبيته التي تبتعد عنه بعد علمها بأنه مريض بالإيدز.
شارك (محمد الشرنوبي) في الجزء الثاني من مسلسل «سرايا عابدين» الذي تم عرضه في شهر مارس 2015 حيث يجسد دور «الأمير توفيق» وقد قامت الفنانه الشابه «مروة جمال» بمشاركته في مسلسل «سرايا عابدين» كخادمة يقع في حبها «الخديوي توفيق».
قام الفنان (محمـد الشـرنوبي) بالمشاركة في مسلسلات في رمضان 2015، حيث قام بدور (أبي) في مسلسل «العهد (الكلام المباح)» بطولة آسر ياسين، وغادة عادل، وكنده علوش، ومجموعة كبيرة من النجوم.
كان من أبطال مسلسل (بين السرايات) حيث قام بدور (وليد)، تدور أحداثه حول منطقة بين السرايات وعلاقتها بجامعة القاهرة، وذلك من خلال المكتبات والمحاضرات والسكن والمقاهى، والمسلسل من بطولة الفنان باسم سمرة والفنانة روجينا والفنانة سيمون والفنانة نجلاء بدر والفنان صبرى فواز والفنانة الشابة نسرين أمين والفنان عمرو عابد والفنان سيد رجب والفنانة آيتن عامر.
شارك في مسلسل «أبو عمر المصري» مع الفنان أحمد عز بدور ابن خالته التي يعيش معهم «أبو عمر» عام 2018.
شارك الفنان محمد الشرنوبي في بطولة مسلسل كأنه امبارح، حيث كان يجسد دور حسن الذي قام بانتحال شخصية علي ابن رانيا يوسف الذي تم خطفه منذ ان كان صغيرا وعاد بعد 20 عاماً، مسلسل كأنه امبارح عرض على قناة OSN خلال شهر رمضان 2018، وتم عرضه على قنوات CBC بعد رمضان في 27 أكتوبر 2018 وحقق نجاحاً كبيراً.

## أعماله

### الأفلام
- 2009: السفاح
- 2010: عائلة ميكي
- 2014: إتش أي في
- 2016: الماء والخضرة والوجه الحسن
- 2018: تراب الماس
- 2019: الممر
- 2020: بنات ثانوي
- 2021: فرق خبرة
- 2022: الجريمة
- 2022: 11:11
- 2023: أنا لحبيبي
- 2024: بضع ساعات في يوم ما

### المسلسلات
- 2008: في أيد أمينة
- 2008: طائر التمساح
- 2009: وكالة عطية
- 2010: قصة حب
- 2011: الشوارع الخلفية
- 2012: زي الورد
- 2012: البلطجي
- 2013: الداعية
- 2014: أنا وبابا وماما ج1
- 2015: من الجاني؟
- 2015: سرايا عابدين ج2
- 2015: بين السرايات
- 2015: أنا وبابا وماما ج2
- 2015: العهد: الكلام المباح
- 2015: البيوت أسرار
- 2015: أريد رجلا ج2
- 2016: أفراح القبة
- 2017: لا تطفئ الشمس
- 2017: رمضان كريم
- 2017: الجماعة 2
- 2018: لدينا أقوال أخرى
- 2018: كأنه إمبارح
- 2018: أبو عمر المصري
- 2019: نصيبي وقسمتك 3
- 2020: ليه لأ؟!
- 2020: لؤلؤ
- 2021: وكل ما نفترق
- 2021: حلوة الدنيا سكر
- 2022: فاتن أمل حربي
- 2022: إيجار قديم
- 2025: إقامة جبرية
- 2025: إش إش

### المسرح
- 2013: تياترو مصر الموسم الأول
- 2021: ياما في الجراب يا حاوي

### المسلسلات الإذاعية
- 2011: لازم بابا يحب
- 2017: خيوط الشمس

### البرامج
- 2021: خمس نجوم
- 2022: الحب من أول date

## وصلات خارجية
- محمد الشرنوبي على موقع IMDb (الإنجليزية)
- محمد الشرنوبي على موقع الدهليز
- محمد الشرنوبي على موقع قاعدة بيانات الأفلام العربية
- محمد الشرنوبي على موقع قاعدة بيانات الفيلم (الإنجليزية)